# XxxHOLiC - Il film
xxxHOLiC - Il film: Sogno di una notte di mezza estate (劇場版 ×××HOLiC 真夏ノ夜ノ夢?, Gekijōban xxxHOLiC: Manatsu no yoru no yume) è un film d'animazione del 2005 diretto da Tsutomu Mizushima.
Il film, primo tratto della serie manga xxxHOLiC, è uscito nelle sale giapponesi il 20 agosto 2005, stesso giorno del film Tsubasa Chronicle - Il film: La principessa del regno delle gabbie per uccelli, con cui il film è collegato.
L'edizione italiana è disponibile in coppia con il film di Tsubasa Chronicle, ed è distribuita dalla Panini Video.
Il film è stato candidato per la categoria lungometraggi al prestigioso Festival internazionale del film d'animazione di Annecy, insieme ad Asterix e i vichinghi, Gin-iro no kami no Agito, Wallace & Gromit - La maledizione del coniglio mannaro e Renaissance, cedendo però il posto a quest'ultimo.

## Trama
Una giovane donna chiede a Yuko di investigare sulla sua casa, nella quale non può più entrare per qualche misterioso motivo. Nella stessa casa è in corso un'asta per collezionisti fanatici, a cui è stata invitata anche Yuko. Questo sembra essere il vero motivo per cui la strega si trova in questa villa, mentre la presenza di Watanuki e Domeki viene attribuita alla missione che devono svolgere.
Nel frattempo, uno dopo l'altro, i collezionisti cominciano a scomparire, ogni notte accadono strani avvenimenti e l'organizzatore dell'asta non è ancora apparso. Per svelare il mistero, Yuko e il suo gruppo dovranno scoprire il vero motivo dell'asta.
Quando viene chiesto ai personaggi cosa collezionano, Domeki risponde che ha l'hobby di collezionare francobolli, mentre Watanuki che predilige i cataloghi premi dei negozi. Si pensa, comunque, che questi hobby siano stati inventati per non destare sospetti.
Nel film, a differenza della serie TV, i personaggi sono a conoscenza di quelli di Tsubasa RESERVoir CHRoNiCLE, inoltre Shaoran e Sakura fanno una breve apparizione alla fine del lungometraggio per chiedere l'aiuto di Yuko. Yuko, infatti, dona loro la chiave della villa, che loro useranno per aprire la gabbia per uccelli che ricopre la loro città per liberare gli abitanti. In cambio, riceve un campanello, che userà per chiamare Watanuki come un servo.

## Colonne sonore
La colonna sonora del film è Sanagi ~Theme from xxxHolic the Movie~ (crisalide), cantata da Suga Shikao.
Il 18 agosto 2005 è stato distribuito in Giappone l'album ufficiale del film, contenente tutte le canzoni e musiche di sottofondo utilizzate. In seguito la tracklist:
1. Ayakashi no izanai
2. Ittsū no shōtaijō
3. Taika to rōdō
4. Kagi to shōjo to hitsuzen to irai
5. Ruiran no rōkaku
6. Shōtaikyaku tachi
7. Ibitsunda jao
8. Kimyō na kūkan
9. Sawagashii kairō
10. Kieta shōshōka
11. Himitsu no heya
12. Kyōda na seikaku
13. Shokkaku no hyōhon hako
14. Chiji no tobira
15. Mawaru karakuri tokei
16. Rakutenjō
17. Hashiru shigatsu itsuka
18. Taiji suru futari
19. Yūko to sūta no ayakashitachi
20. Hōkai suru yakata
21. Itsuwareru eien
22. Yūko wa horoyokigen
23. Itsuwareru eien (Vocal Ver.)